# الشريف محمد بن جعفر أبي هاشم
الشريف أبو الهاشم محمد بن جعفر ابي هاشم شريف و حاكم مكة سنة 455 هـ الموافق 1063 م و استمر حكمه إلى سنة 1094 م وهو أول من حكم من الهواشم الأمراء (الطبقة الثالثة) من الأشراف على مكة و الحجاز.

## نسبه
هو الشريف أبو الهاشم محمد بن جعفر أبي هاشم محمد بن عبد الله بن أبي هاشم الأكبر محمد بن الحسين بن محمد الثائر بن موسى الثاني بن عبدالله الرضا بن موسى الجون بن عبد الله الكامل بن الحسن المثنى بن الإمام الحسن بن علي بن أبي طالب رضي الله عنهم. 

## إمارته لمكة المكرمة و الحجاز
تولي الشريف أبو الهاشم محمد بن جعفر الحكم في شهر ربيع أول سنة 455 هـ بعد أن تم عزل الشريف حمزة بن وهاس بمساعدة صاحب اليمن علي بن محمد الصليحي وبذلك يكون مؤسس حكم الهواشم الأمراء.

## وفاته
توفي الشريف أبو الهاشم محمد بن جعفر في عام 1094 م بمكة المكرمة. وخلفة ولده بالحكم الشريف أبوفليتة القاسم بن أبي هاشم محمد بن جعفر بن أبي هاشم.

## أبنائه
- ابوفليتة القاسم